# 什帕科夫斯科耶區

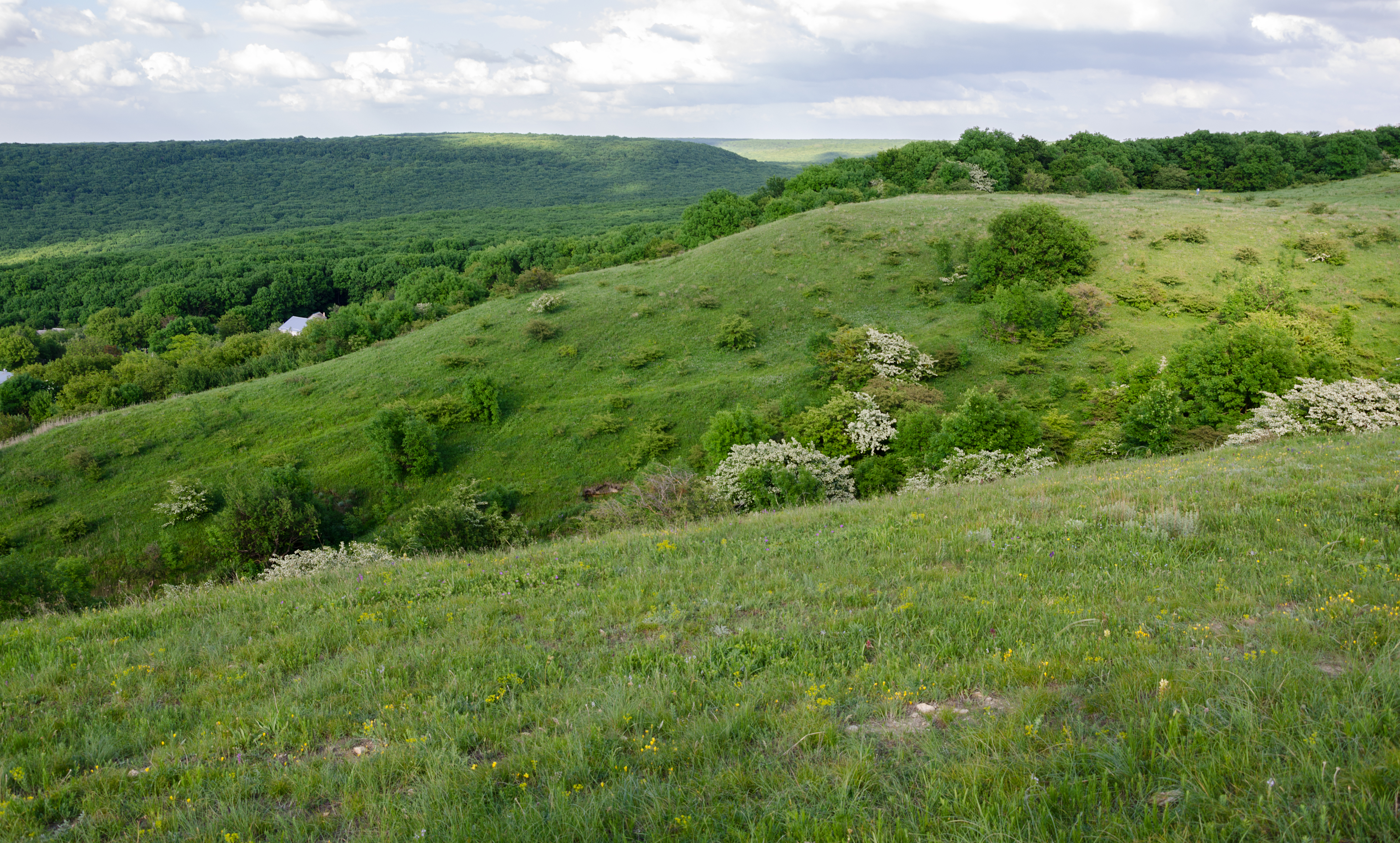

45°08′N 42°02′E / 45.133°N 42.033°E
什帕科夫斯科耶區（俄语：Шпаковский район），是俄羅斯的一個區，位於該國西南部，由斯塔夫羅波爾邊疆區負責管轄，面積2,363平方公里，2010年人口123,071，人口密度每平方公里52.08人。